# Greenstead Green and Halstead Rural
Greenstead Green and Halstead Rural est une paroisse civile de l'Essex, en Angleterre. La paroisse inclut le village de Greenstead Green et les hameaux de Burton's Green, Plaistow Green et Whiteash Green.